# Municipio de Webb
El municipio de Webb (en inglés: Webb Township) es un municipio ubicado en el condado de Reynolds en el estado estadounidense de Misuri. En el año 2010 tenía una población de 832 habitantes y una densidad poblacional de 2,26 personas por km².

## Geografía
El municipio de Webb se encuentra ubicado en las coordenadas 37°11′22″N 90°48′47″O / 37.18944, -90.81306. Según la Oficina del Censo de los Estados Unidos, el municipio tiene una superficie total de 367.54 km², de la cual 359,83 km² corresponden a tierra firme y (2,1 %) 7,71 km² es agua.

## Demografía
Según el censo de 2010, había 832 personas residiendo en el municipio de Webb. La densidad de población era de 2,26 hab./km². De los 832 habitantes, el municipio de Webb estaba compuesto por el 99,04 % blancos, el 0,36 % eran afroamericanos, el 0,12 % eran de otras razas y el 0,48 % eran de una mezcla de razas. Del total de la población el 0,6 % eran hispanos o latinos de cualquier raza.